# Don Juan V
Don Juan V (né le 10 mai 1991, mort le 22 juillet 2019) est un étalon poney de saut d'obstacles gris, inscrit au stud-book du Connemara. 

## Histoire
Il naît le 10 mai 1991 à l'élevage du Docteur vétérinaire Guy Agenais, au lieu-dit Les Glazieres, au Pin, dans le Calvados. Il est acquis par les Haras nationaux français et devient reproducteur national. Avec la fin de la mission d'étalonnage public des haras, il est acquis par le haras de Circée.
Il est considéré comme le meilleur étalon poney de France depuis 2015.
Il meurt le 22 juillet 2019, au haras de Circée.

## Description
Don Juan V est un étalon poney de robe grise, inscrit au stud-book du Connemara. Il mesure 1,46 m.

## Origines
Ses origines, maternelles comme paternelles, sont prestigieuses : il est un fils de l’étalon Abbeyleix Apollo et d’une jument issue de Passport, Vinca II, propriété du Docteur vétérinaire Guy Agenais.

## Annexe
- Dexter Leam Pondi